# Wyspa Livingstona

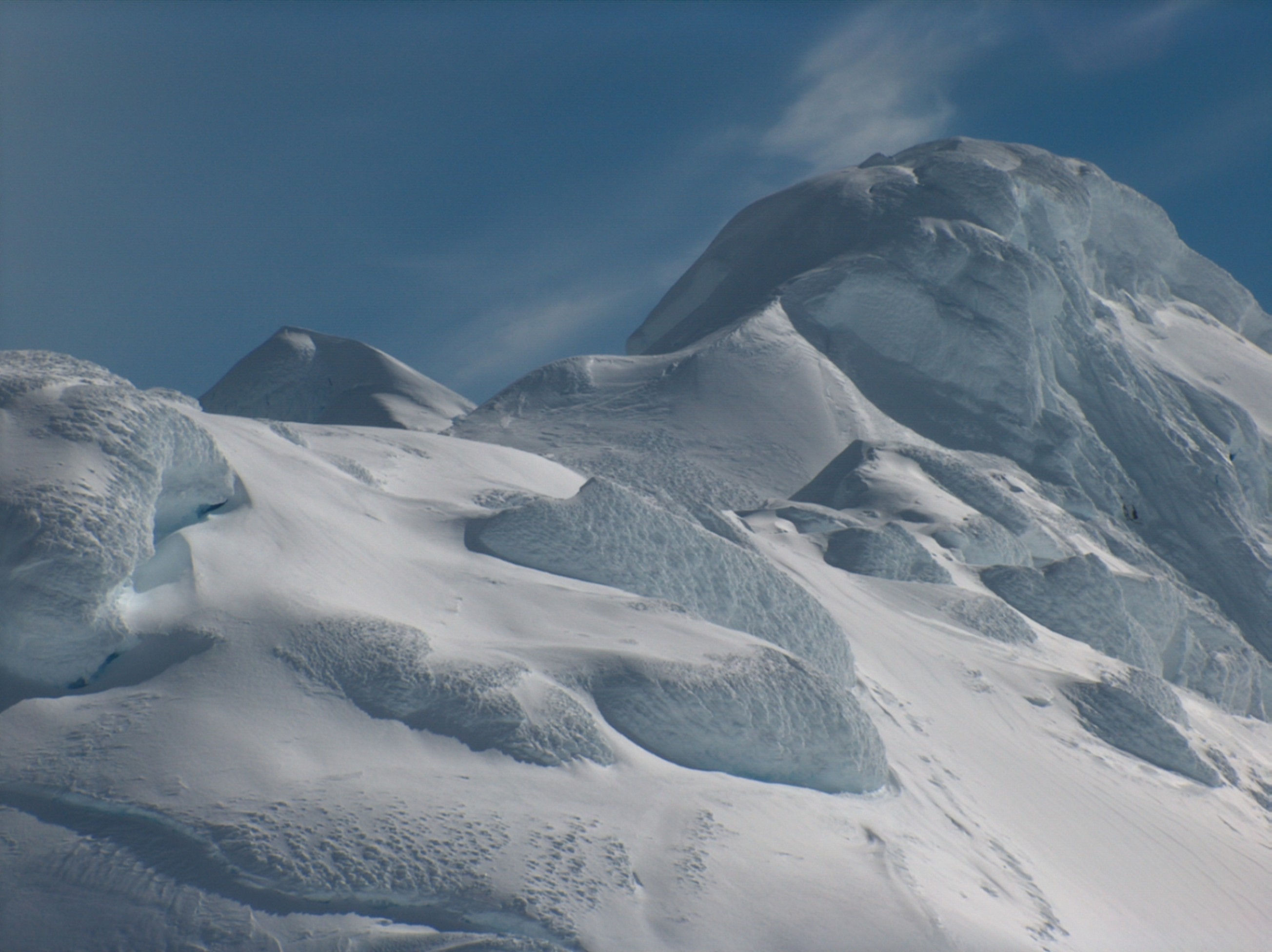
Mount Friesland (1700 m n.p.m.)

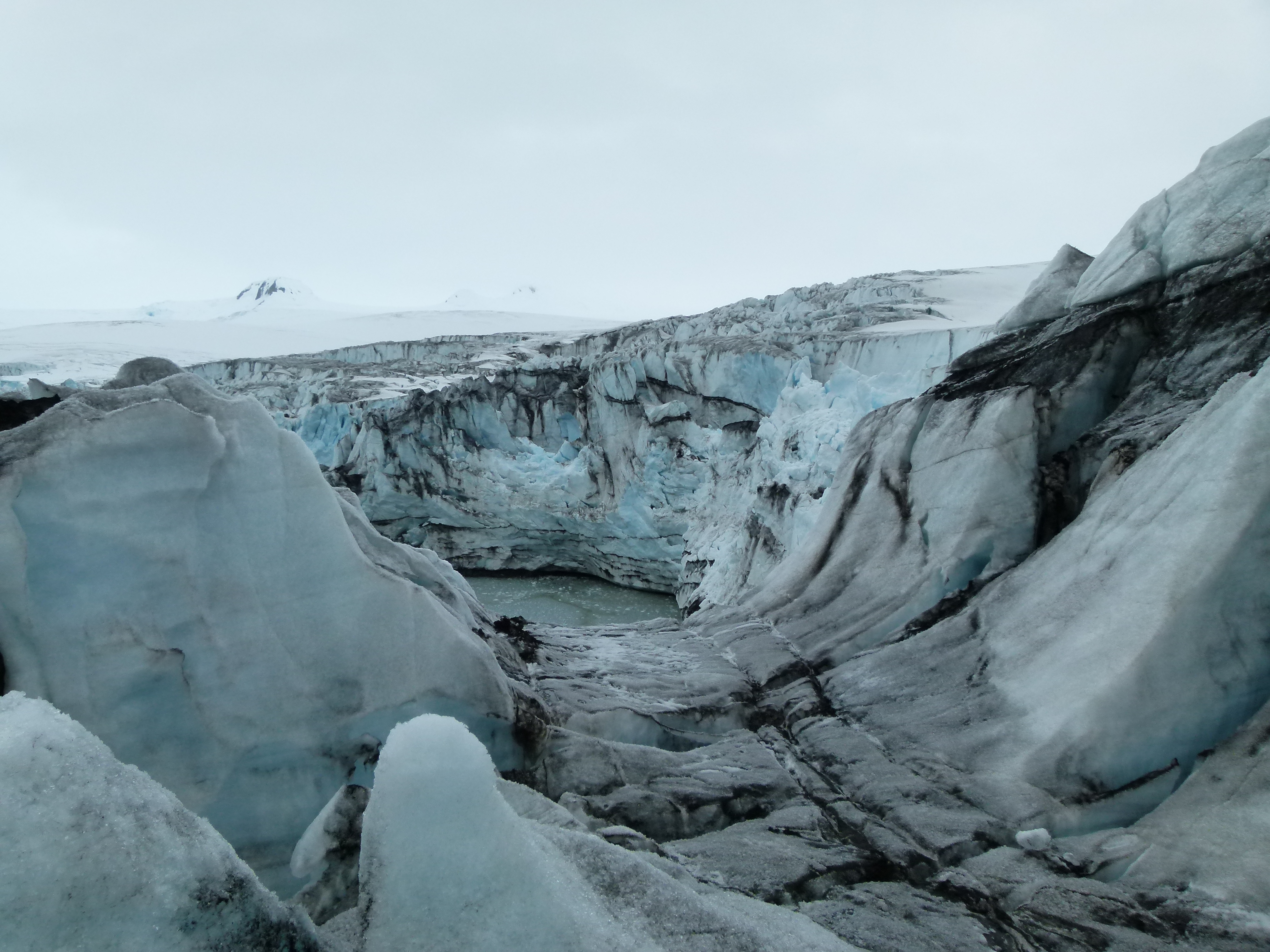
Perunika Glacier

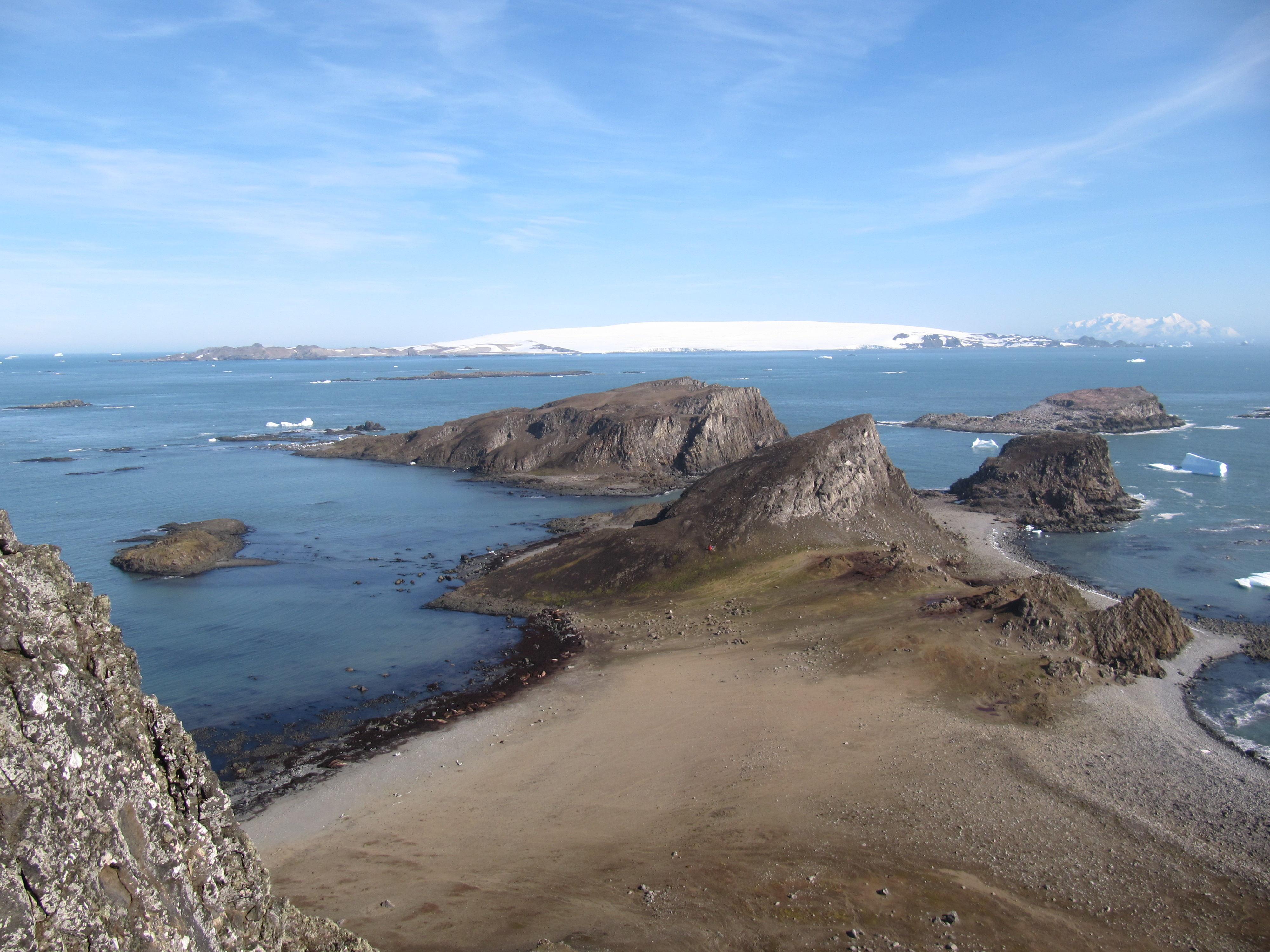
Byers Peninsula

Wyspa Livingstona (ang. Livingston Island, hiszp. Isla Livingston; ros. Смоленск = Smolensk) – druga co do wielkości wyspa w archipelagu Szetlandów Południowych w Antarktyce.
Wyspa leży na północny wschód od Snow Island, na południowy zachód od Greenwich Island i na północ od Deception Island. Najwyższym szczytem jest Mount Friesland (1700 m n.p.m.). Ponad 87% powierzchni wyspy zajmuje pokrywa lodowa, a jedynymi obszarami pozbawionymi lodu są jej część najbardziej wysunięta na zachód – półwysep Byers Peninsula, niektóre obszary przybrzeżne – Cape Shirreff, Siddins Point, Williams Point, Rozhen Peninsula, Hurd Peninsula, Hannah Point i Elephant Point oraz strome stoki gór i wzgórz. Panuje tu klimat polarny, latem temperatura powietrza rzadko przekracza +3°C a zimą spada poniżej -11°C.
Obszar Byers Peninsula jest ostoją ptaków IBA z uwagi na zamieszkujące go duże kolonie ptaków morskich – rybitw antarktycznych i mew południowych. W 1966 roku Byers Peninsula został desygnowany jako Szczególnie Chroniony Obszar Antarktyki (ang. Antarctic Specially Protected Area, ASPA) – a od 2002 roku desygnowany jako ASPA 126: Byers Peninsula, Livingston Island, South Shetland Islands. W 1966 roku jako Szczególnie Chroniony Obszar Antarktyki desygnowany został również obszar Cape Shirreff pomiędzy Barclay Bay i Hero Bay, który od 2002 roku obejmuje także San Telmo Island – ASPA 149: Cape Shirreff and San Telmo Island, Livingston Island, South Shetland Islands. Ostoją ptaków IBA jest również Barnard Point, gdzie gniazduje pingwin maskowy, pingwin białobrewy a także petrelec olbrzymi.
Wyspa Livingstona została odkryta 19 lutego 1819 roku przez angielskiego żeglarza Williama Smitha (1775–1847) – było to pierwsze udokumentowane odkrycie lądu w regionie Antarktyki. Wyspa i całe Południowe Szetlandy szybko stały się celem wypraw amerykańskich i brytyjskich łowców fok, którzy bytowali m.in. na Byers Peninsula. Polowania nie podlegały żadnej regulacji i w ciągu paru lat wybito prawie wszystkie foki, co zmusiło łowców do wycofania się z regionu, a Wyspa Livingstona przez lata pozostała opuszczona. W XX w. zaczęto prowadzić tu badania naukowe m.in. z zakresu geologii, glacjologii, biologii i klimatologii. Na wyspie funkcjonują cztery sezonowe stacje badawcze: hiszpańska Juan Carlos I, bułgarska Kliment Ochridski, chilijska Guillermo Mann i  Cape Shirreff Field Camp.
Na terenie bułgarskiej bazy działa muzeum Wyspa Livingstona – Lame Dog Hut – od 2012 roku oddział Narodowego Muzeum Historycznego w Sofii, ulokowane w najstarszym zachowanym budynku na wyspie, wzniesionym w 1988 roku, który w 2015 roku został wpisany na listę historycznych miejsc i pomników w Antarktyce (ang. Historic Sites and Monuments in Antarctica)) jako HSM 91: Lame Dog Hut at the Bulgarian base St. Kliment Ohridski, Livingston Island. Wyspa Livingstona jest jednym z popularnych celów turystyki antarktycznej.
Do wyspy zgłaszają roszczenia terytorialne Argentyna, Chile i Wielka Brytania.

## Nazwa
Wyspa początkowo nosiła nazwę Frieseland (także Freesland i Freeseland), a następnie Livingstone’s Island, najprawdopodobniej na cześć szkockiego kapitana Andrew Livingstona .

## Geografia

### Położenie i powierzchnia
Wyspa Livingstona położona jest w archipelagu Szetlandów Południowych, na północny wschód od Snow Island, na południowy zachód od Greenwich Island  i na północ od Deception Island . Od przylądka Cape Roquemaurel na Półwyspie Antarktycznym oddalona jest o 100 km . Wyspę okalają liczne mniejsze wysepki, m.in. na zachodzie Rugged Island i Window Island, na północnym zachodzie San Telmo Island, na północy Desolation Island, na wschodzie Half Moon Island oraz na północnym wschodzie niewielkie archipelagi Dunbar Islands i Zed Islands u wybrzeży Varna Peninsula .  
Zajmuje 798 km², co czyni ją drugą pod względem powierzchni wyspą Szetlandów Południowych (po Wyspie Króla Jerzego) . Jej długość maksymalna to 72,4 km (od Start Point na zachodzie do Renier Point na wschodzie), a maksymalna szerokość – 35,85 km (między Williams Point na północy a Botev Point na południu .

### Rzeźba terenu
Wyspa ma kilka dużych zatok – False Bay, South Bay, Walker Bay, Osogovo Bay, New Plymouth, Barclay Bay, Hero Bay i Moon Bay – oddzielonych półwyspami Rozhen Peninsula, Hurd Peninsula, Byers Peninsula, Ioannes Paulus II Peninsula, Varna Peninsula i Burgas Peninsula .
Wzdłuż jej południowo-wschodniego wybrzeża rozciąga się pasmo górskie o długości 30 km – Tangra Mountains – biegnące od Barnard Point do Renier Point . Najwyższym szczytem Tangra Mountains, a zarazem najwyższym wzniesieniem wyspy jest Mount Friesland (1700 m n.p.m.) , który po raz pierwszy został zdobyty w grudniu 1991 roku przez dwóch wspinaczy katalońskich z hiszpańskiej stacji badawczej Juan Carlos I – Francesca Sàbata i Jorge Enrique. Na północy góry łączą się z leżącym na wschodzie Bowles Ridge, którego wysokość dochodzi do 822 m n.p.m.  Na wschodzie i zachodzie wyspy wznoszą się liczne wzgórza .

### Hydrosfera
Ponad 87% powierzchni wyspy zajmuje pokrywa lodowa, której krańce formują linię brzegową wyspy . Górskie doliny na wschodzie wypełniają lodowce, a w częściach środkowej i zachodniej leżą lodowe płaskowyże i czapy . Jedynymi obszarami pozbawionymi lodu są jej część najbardziej wysunięta na zachód – półwysep Byers Peninsula, niektóre obszary przybrzeżne – Cape Shirreff, Siddins Point, Williams Point, Rozhen Peninsula, Hurd Peninsula, Hannah Point i Elephant Point oraz strome stoki gór i wzgórz . W lodach wyspy uwięzione są popioły wyrzucone podczas działalności wulkanu na sąsiedniej wyspie Deception Island . Występują tu także lodowce gruzowe – Hurd Glacier, Mackay Glacier i Renier Glacier. Pokrywa lodowa ulega topnieniu, odkrywając liczne zatoczki na wybrzeżu wyspy . Na przestrzeni ostatnich 60 lat lodowce Huron Glacier, Huntress Glacier, Perunika Glacier i Verila Glacier cofnęły się o kilometr lub nawet więcej .
Latem na obszarach wolnych od lodu płynie wiele strumieni zasilanych wodami roztopowymi . Na półwyspie Byers Peninsula występuje ponad 60 jezior , m.in. Midge Lake, Limnopolar Lake i Basalt Lake .

### Klimat
Wyspa leży w strefie klimatu polarnego, w klimacie tundry według klasyfikacji klimatów Köppena . Latem temperatura powietrza rzadko przekracza +3°C a zimą spada poniżej -11°C . Najwyższa zanotowana temperatura powietrza to +19,9ºC, a najniższa – -22.4°C (stan na 2015) . Średnia roczna temperatura powietrza wynosi -1ºC, przy czym najcieplejszym miesiącem jest styczeń a najzimniejszym lipiec .
Pogoda jest przeważnie pochmurna, a opady odnotowywane są średnio przez 148 dni w roku i średnio wynoszą 377 mm rocznie . Średnia wilgotność powietrza to 81,4% .
Średnia prędkość wiatru dochodzi do 13,3 km/h, a wichury występują przez ok. 64 dni w roku, przede wszystkim zimą . Wiatry wieją przeważnie z południa i południowego zachodu, a latem z północy i północnego wschodu .
| Miesiąc                                                                     | Sty  | Lut  | Mar   | Kwi   | Maj   | Cze   | Lip   | Sie   | Wrz   | Paź   | Lis  | Gru  | Roczna |
| --------------------------------------------------------------------------- | ---- | ---- | ----- | ----- | ----- | ----- | ----- | ----- | ----- | ----- | ---- | ---- | ------ |
| Rekordy maksymalnej temperatury [°C]                                        | 15.5 | 11.0 | 9.4   | 8.7   | 5.5   | 5.9   | 5.0   | 6.9   | 10.8  | 10.6  | 10.2 | 15.0 | 15,5   |
| Średnie dobowe temperatury [°C]                                             | 2.6  | 2.3  | 1.3   | -0.3  | -1.5  | -3.8  | -4.6  | -4.4  | -3.4  | -2.3  | 0.3  | 1.4  | −1,0   |
| Rekordy minimalnej temperatury [°C]                                         | -3.2 | -4.7 | -10.9 | -10.7 | -12.8 | -18.0 | -22.4 | -18.9 | -16.9 | -15.0 | -8.9 | -7.0 | −22,4  |
| Opady [mm]                                                                  | 44.8 | 58.5 | 47.3  | 43.0  | 29.3  | 10.1  | 4.0   | 7.7   | 17.6  | 45.3  | 30.8 | 38.8 | 377,2  |
| Średnia liczba dni z opadami                                                | 16   | 17   | 15    | 16    | 11    | 6     | 4     | 6     | 12    | 17    | 13   | 15   | 148    |
| Wilgotność [%]                                                              | 81   | 83   | 80    | 82    | 82    | 82    | 83    | 83    | 84    | 78    | 80   | 79   | 81,4   |
| Źródło: The International Antarctic Weather Forecasting Handbook 2023-07-22 |      |      |       |       |       |       |       |       |       |       |      |      |        |

### Flora i fauna

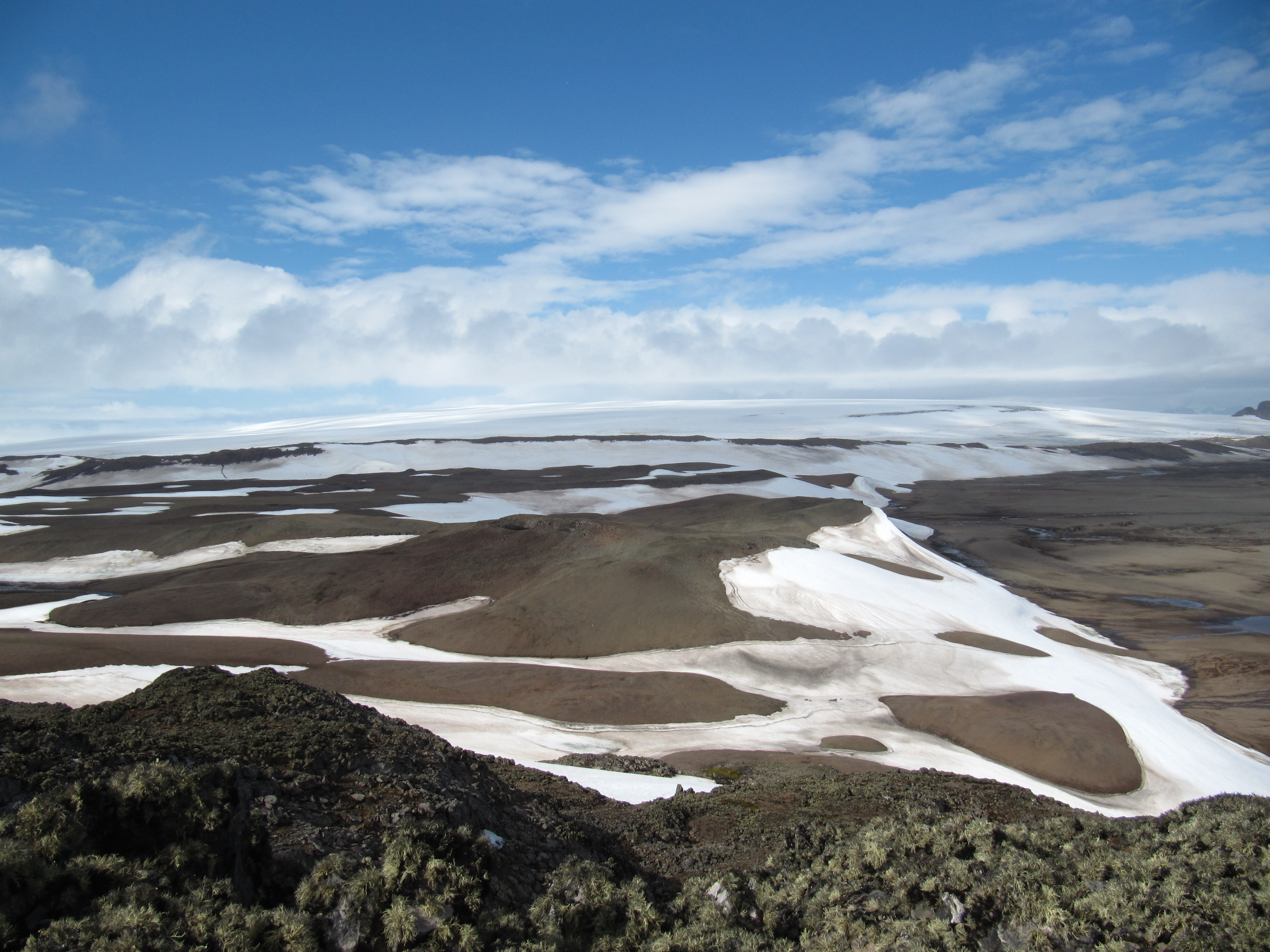
Byers Peninsula

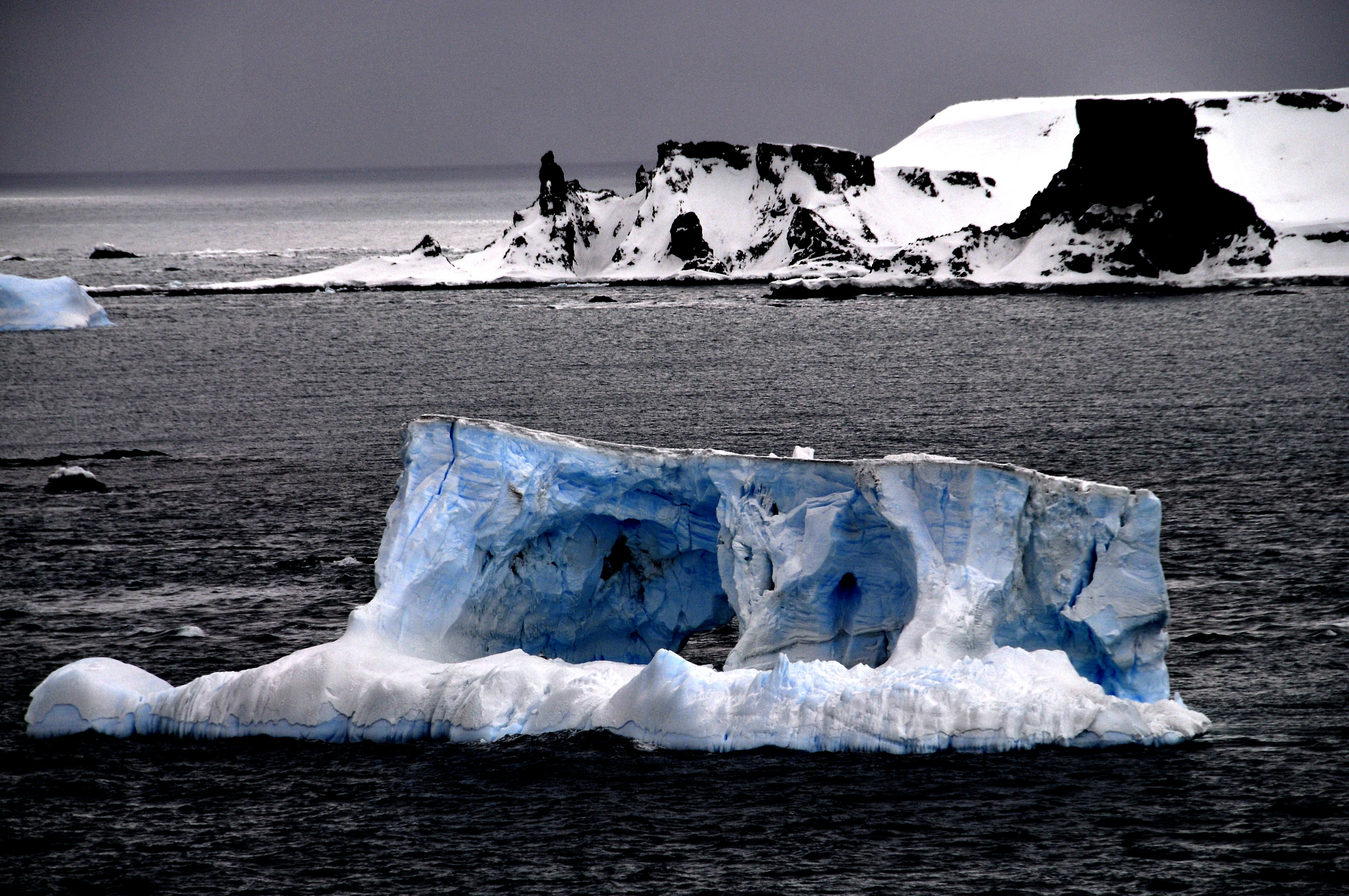
Cape Shirreff

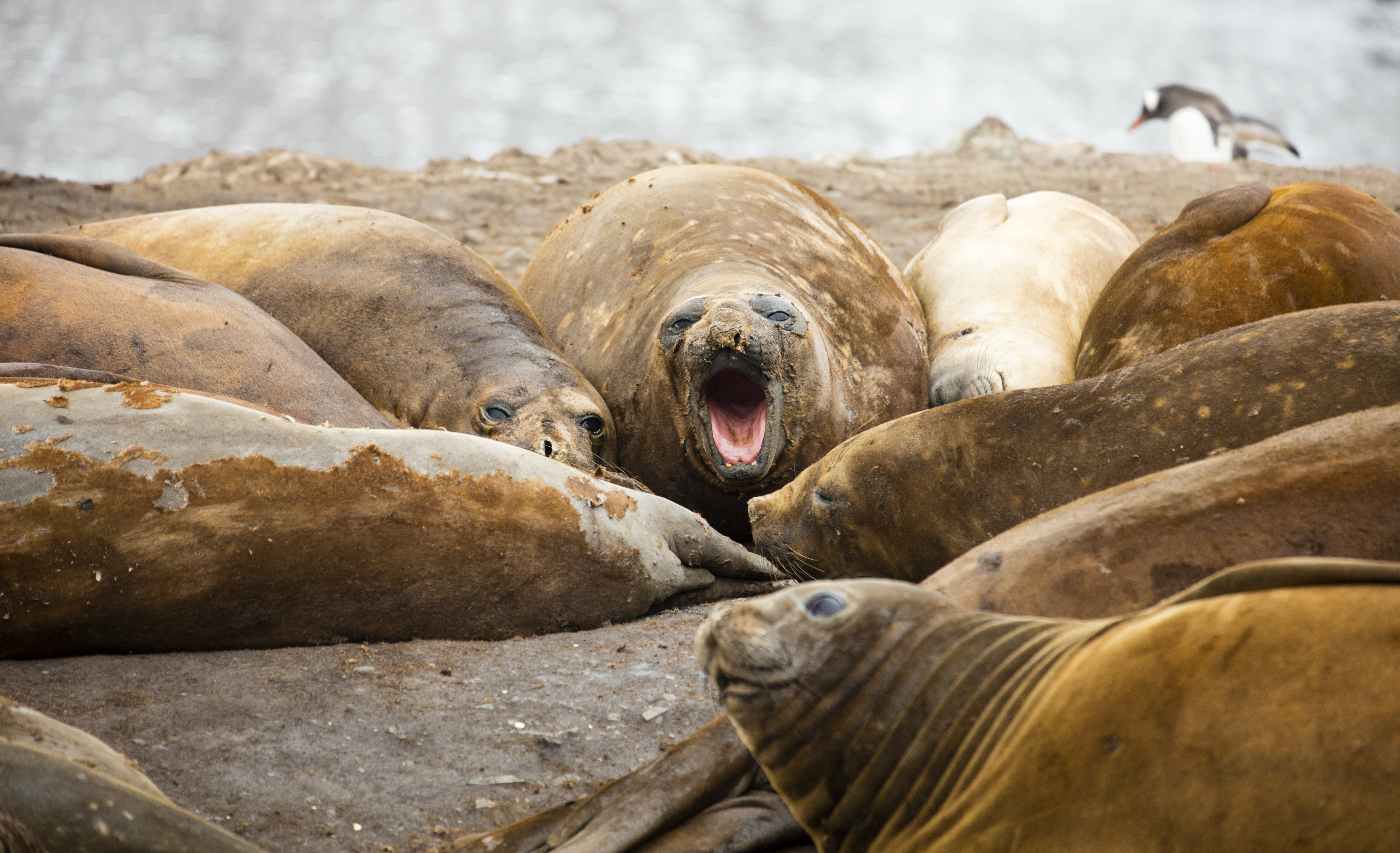
Mirungi południowe, Hannah Point

Na obszarze Byers Peninsula występują dwa gatunki roślin nasiennych: śmiałek antarktyczny i kolobant antarktyczny . Odnotowano tu również występowanie przynajmniej 56 gatunków porostów, 29 mchów i 5 wątrobowców . W okolicach hiszpańskiej stacji badawczej Juan Carlos I odnotowano natomiast występowanie 110 gatunków porostów i 50 gatunków mszaków.
Obszar Byers Peninsula jest ostoją ptaków IBA z uwagi na zamieszkujące go duże kolonie ptaków morskich – rybitw antarktycznych i mew południowych . Na półwyspie gniazdują również: pingwiny maskowe, pingwiny białobrewe, oceanniki żółtopłetwe, warcabniki, petrelce olbrzymie, oceanniki czarnobrzuche, kormorany niebieskookie, wydrzyki brunatne oraz pochwodzioby żółtodziobie . Zaobserwowano tu także jedyne skrzydlate owady Antarktyki – Parochlus steinenii oraz nielotne muchówki Belgica antarctica .
Plaże South Beaches zamieszkują mirungi południowe. Odnotowano tu także okazjonalne występowanie weddelek arktycznych (fok Weddela), krabojadów foczych i amfitryt lamparcich (lampartów morskich) . Plaże Cape Shirreff i San Telmo Island zamieszkuje największa kolonia kotików antarktycznych w regionie Półwyspu Antarktycznego, licząca 5727 osobników (stan na 2021 rok) .  
W 1966 roku Byers Peninsula został desygnowany jako Szczególnie Chroniony Obszar Antarktyki (ang. Antarctic Specially Protected Area, ASPA) – a od 2002 roku desygnowany jako ASPA 126: Byers Peninsula, Livingston Island, South Shetland Islands . W 1966 roku jako Szczególnie Chroniony Obszar Antarktyki desygnowany został również obszar Cape Shirreff pomiędzy Barclay Bay i Hero Bay, który od 2002 roku obejmuje także San Telmo Island – ASPA 149: Cape Shirreff and San Telmo Island, Livingston Island, South Shetland Islands .
Ostoją ptaków IBA jest również Barnard Point, gdzie gniazduje pingwin maskowy, pingwin białobrewy a także petrelec olbrzymi .
Na terenie wyspy odkryto skamieniałości roślin z okresu wczesnej i późnej kredy, m.in. paprotniki.  

## Historia

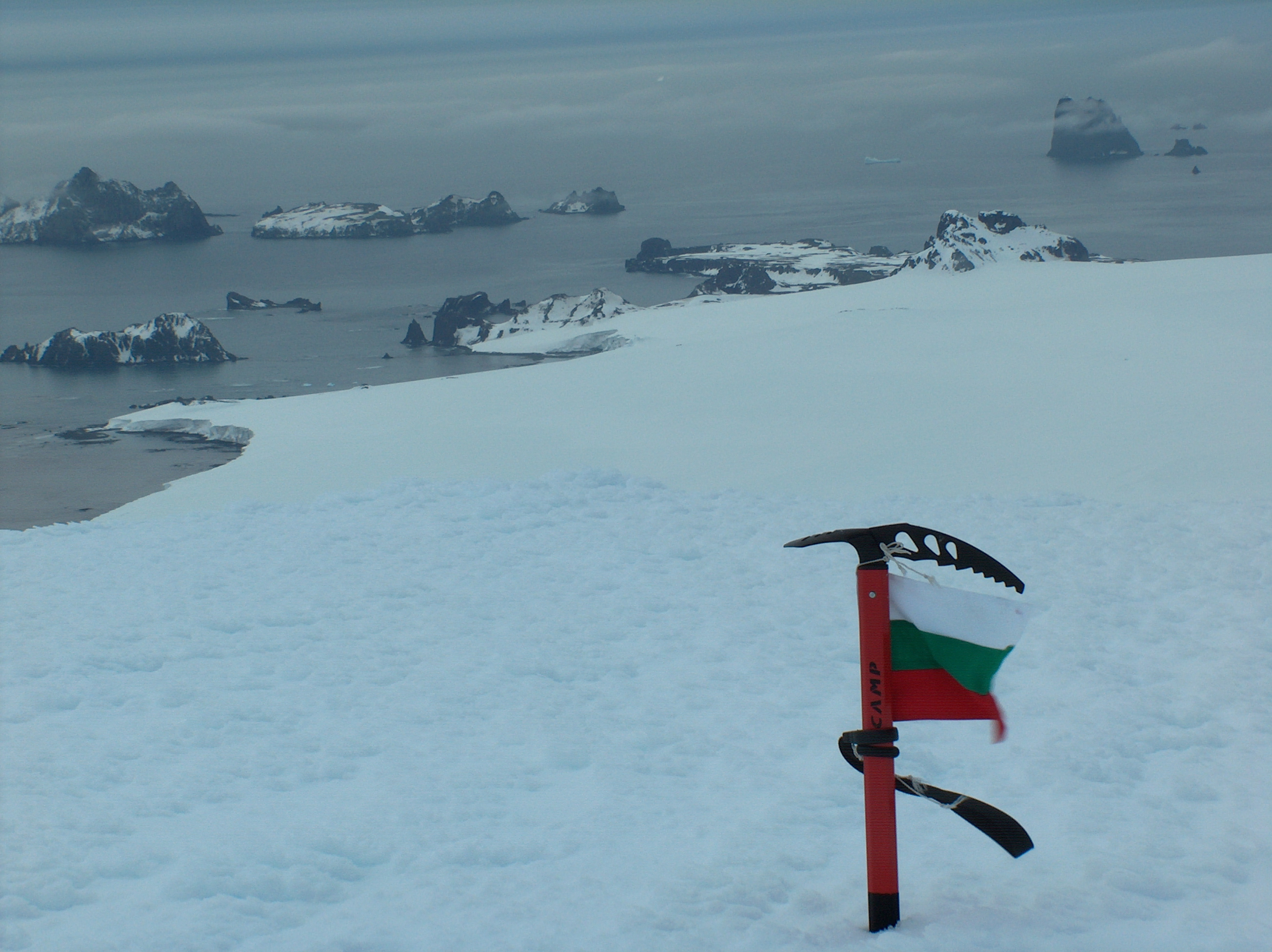
Williams Point

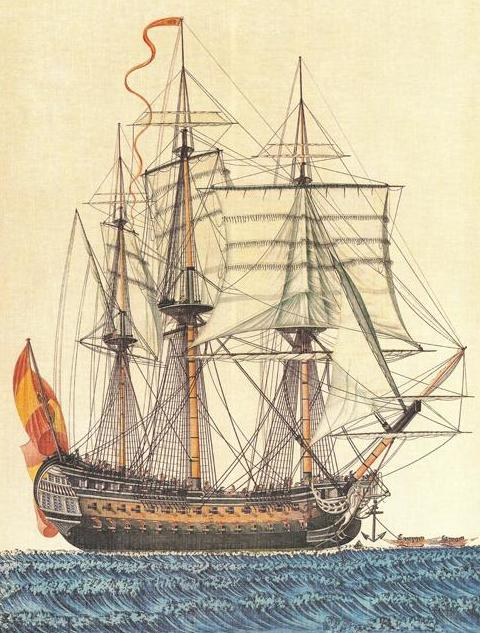
Hiszpański okręt wojenny „San Telmo”, Alejo Berlinguero (1750–1810), Museo Naval w Madrycie

Wyspa Livingstona została odkryta 19 lutego 1819 roku przez angielskiego żeglarza Williama Smitha (1775–1847) , który w drodze na statku  „Williams” z Buenos Aires do Valparaíso, został zniesiony z kursu w Cieśninie Drake’a. Smith dostrzegł ląd lub lód, lecz dopiero następnego dnia, po rozpogodzeniu i poprawie widoczności, stwierdził jednoznacznie, że ma przed sobą nowy ląd. Było to pierwsze udokumentowane odkrycie lądu w regionie Antarktyki. Smith zszedł na ląd w pobliżu Williams Point (miejsce nazwał na cześć swojego statku „Williams” ) i pobieżnie zmapował teren .
We wrześniu 1819 roku u wybrzeży wyspy zatonął hiszpański okręt wojenny „San Telmo”. Zginęło wówczas 644 marynarzy – byli to zapewne pierwsi ludzie, którzy zginęli w Antarktyce. Pozostałości statku odnaleziono na Cape Shirreff. Kopiec na Half Moon Beach i tabliczka na „Cerro Gaviota” naprzeciwko San Telmo Island upamiętniają załogę. W 1991 roku kopiec został wpisany na listę historycznych miejsc i pomników w Antarktyce (ang. Historic Sites and Monuments in Antarctica)) jako HSM 59: San Telmo Cairn . Wrak statku wpisano na listę w 2021 roku jako HSM 95: Wreck of San Telmo .   
W grudniu 1819 rok statek Smitha wyczarterował dowódca Royal Navy na Pacyfiku William Shirreff (1785–1847), który wysłał na Południowe Szetlandy Smitha wraz z Edwardem Bransfieldem (1785–1852) . Region został zmapowany a archipelag ogłoszony terytorium Wielkiej Brytanii . Wyspa znalazła się następnie na mapach rosyjskiej ekspedycji antarktycznej z 1821 roku .
6 lutego 1821 roku do wyspy przypłynął Fabian von Bellingshausen (1778–1852) dowódca rosyjskiej ekspedycji antarktycznej, który spotkał się tu z amerykańskim kapitanem Nathanielem Palmerem (1799–1877) . Bellingshausen nazwał wyspę Smolensk na cześć bitwy pod Smoleńskiem .
Południowe Szetlandy szybko stały się celem wypraw amerykańskich i brytyjskich łowców fok, m.in. Josepha Herringa, Jamesa P. Sheffielda i Jamesa Weddella . Zapoczątkowało to rozwój polowań na foki na południe od 60°S . Statki łowców fok stacjonowały m.in. w zatokach New Plymouth i Johnsons Dock na Wyspie Livingstona . W latach 1820–1823 wyspa miała najwięcej mieszkańców ze wszystkich wysp archipelagu  – ok. 200 w okresie letnim. Osady znajdowały się na Byers Peninsula w pobliżu Nikopol Point, Sealer Hill, Negro Hill, Rish Point, Sparadok Point, Lair Point i Varadero Point, oraz na przylądku Cape Shirreff i Elephant Point . Podczas prac archeologicznych odkryto pozostałości 25 schronisk na samym półwyspie Byers Peninsula . Polowania nie podlegały żadnej regulacji i w ciągu paru lat wybito prawie wszystkie foki, co zmusiło łowców do wycofania się z regionu . Wyspa Livingstona przez lata pozostała opuszczona i dopiero w 1935 roku przybyli tu Brytyjczycy, by przeprowadzić badania hydrograficzne .
Na początku lat 50. XX wieku argentyńska marynarka założyła na wyspie schronisko La Argentina, którego pozostałości zostały usunięte na początku XXI w.  W kwietniu 1953 roku Argentyna zbudowała stację Cámara, która wkrótce została zamknięta, lecz sporadycznie jest jeszcze używana w okresie letnim . W sezonie 1957/1958 funkcjonowała brytyjska baza Station P, która została zamknięta, ponieważ na wyspę nie dotarły gotowe elementy do budowy chaty .
Na przestrzeni lat roszczenia terytorialne do wyspy zgłaszały Wielka Brytania (od 1820 roku), Chile (od 1940 roku) i Argentyna (od 1942 roku) . Wraz z podpisaniem Układu Antarktycznego, roszczenia te zostały „zamrożone”

## Stacje Badawcze
Na wyspie funkcjonują cztery sezonowe stacje badawcze: 
| Państwo           | Zdjęcie | Nazwa stacji             | Rok otwarcia/Lata działalności | Max populacja | Działalność |
| ----------------- | ------- | ------------------------ | ------------------------------ | ------------- | --- |
| Wielka Brytania   |         | Station P                | 1957–1958                      |               | Prowadzono badania z zakresu geodezji, geologii i biologii . |
| Hiszpania         |         | Juan Carlos I            | 1988                           | 50            | Prowadzone są badania m.in. z zakresu chemii i fizyki atmosfery, klimatologii i zmian klimatu, ekologii, geologii, glacjologii, geomorfologii, geodezji, limnologii, biologii morskiej, mikrobiologii, oceanografii, gleboznawstwa . |
| Chile             |         | Guillermo Mann           | 1991                           | 6             | Prowadzone są badania m.in. z zakresu biologii morskiej, geologii i glacjologii . |
| Bułgaria          |         | Kliment Ochridski        | 1993                           | 25            | Prowadzone są badania m.in. z zakresu geologii, sejsmologii, klimatologii i zmian klimatu, biologii, glacjologii i topografii . |
| Stany Zjednoczone |         | Cape Shirreff Field Camp | 1996                           |               | Prowadzone są badania m.in. z zakresu biologii morskiej . |

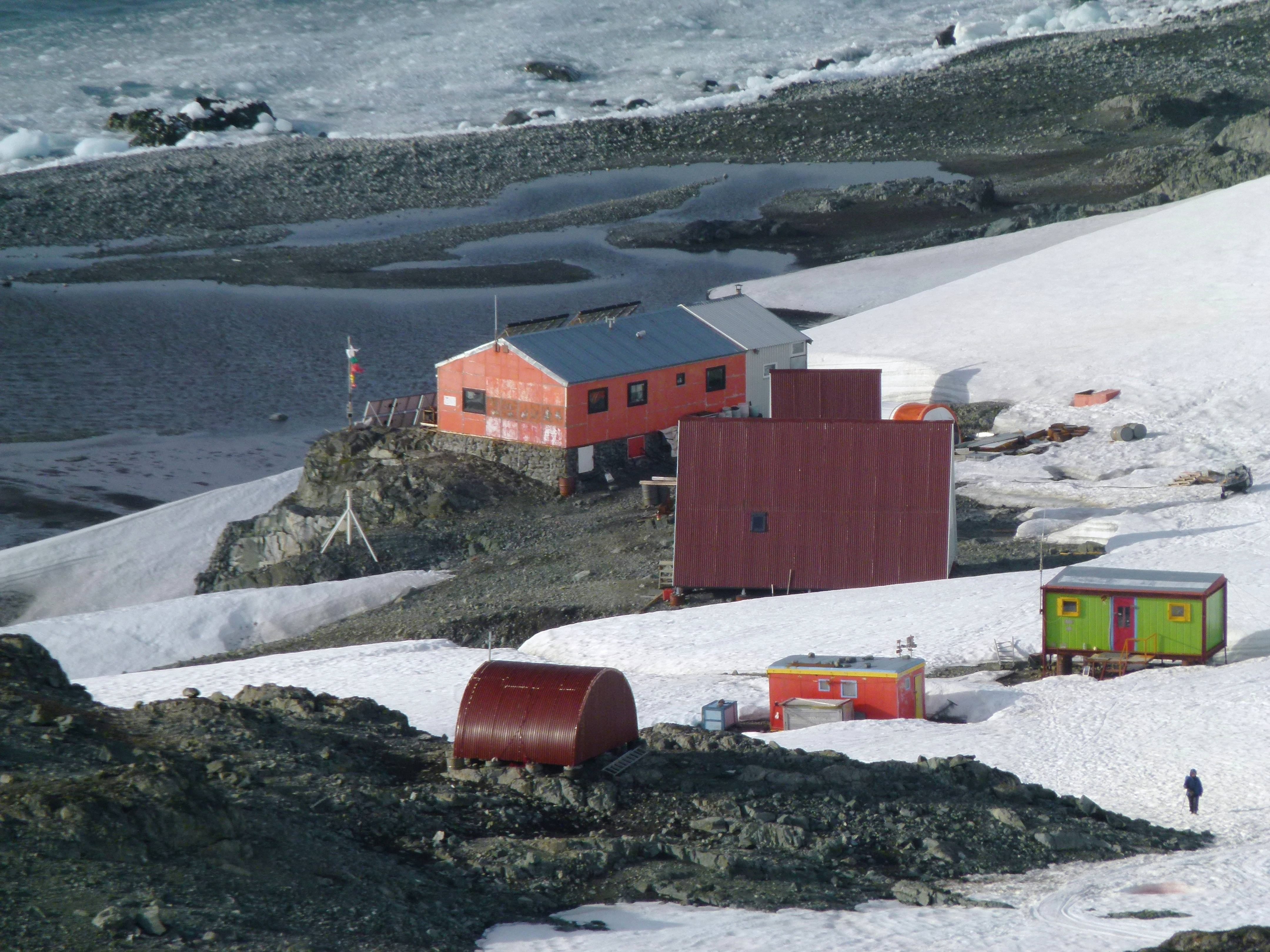
Lame Dog Hut na terenie Kliment Ochridski – zielony budynek

Na terenie bułgarskiej bazy działa muzeum Wyspa Livingstona – Lame Dog Hut – od 2012 roku oddział Narodowego Muzeum Historycznego w Sofii . Muzeum ulokowane jest w najstarszym zachowanym budynku na wyspie, wzniesionym w 1988 roku jako główny budynek bazy, który w 2015 roku został wpisany na listę historycznych miejsc i pomników w Antarktyce (ang. Historic Sites and Monuments in Antarctica)) jako HSM 91: Lame Dog Hut at the Bulgarian base St. Kliment Ohridski, Livingston Island . W pobliżu muzeum znajdują się kaplica Jana Rilskiego oraz pomnik cyrylicy .

## Turystyka
Wyspa Livingstona jest jednym z popularnych celów turystyki antarktycznej . Turyści przybywają głównie na statkach wycieczkowych a na ląd dowożeni są na pontonach .
W sezonie 2022/2023 Hannah Point odwiedziło 2379 turystów, a False Bay – 1637 .